# Berengario II di Sulzbach
Berengario II di Sulzbach, a volte noto come Berengario I di Sulzbach, (1080/83 – 3 dicembre 1125) fu conte di Sulzbach in Baviera. Egli era un leader del partito riformista. Si schierò con papa Gregorio VII durante la lotta per le investiture in opposizione all'imperatore Enrico IV di Franconia e sostenne il figlio di questi Enrico V nella sua ribellione di successo contro suo padre. Egli è conosciuto come il fondatore di diverse abbazie.

## Origini
Il nonno di Berengario era Gebeardo I, conte di Sulzbach († 1071), che sposò la figlia del conte Berengario I di Sulzbach. Gebeardo I potrebbe essere stato il figlio del duca di Svevia Ermanno IV († 28 luglio 1038), ma questo non è certo. Gebeardo fu padre di Gebeardo II. Berengario era il figlio del conte Gebeardo II di Sulzbach († 1085) e Irmgarda di Rott († 14 giugno 1101). Sua sorella Adelaide potrebbe aver sposato il conte Siboto II di Weyarn-Falkenstein, che in seguito fu vogt dell'abbazia di Baumburg. I Weyarn inizialmente sostenevano Enrico IV nel suo conflitto contro papa Gregorio VII durante la lotta per le investiture. Successivamente Siboto II si unì alla parte pro-papale che comprendeva i Sulzbach.

## Consigliere di Enrico V
Il 5 febbraio 1104 il conte Sigeardo di Burghausen fu assassinato e l'imperatore Enrico IV fu accusato del crimine. Berengario era uno dei principi bavaresi del Nordgau che riteneva l'imperatore responsabile dell'omicidio. Gli altri erano Diepoldo III di Cham-Vohburg e Ottone, conte di Kastl-Habsberg. Essi incoraggiarono Enrico V a ribellarsi a suo padre. I tre erano strettamente legati al partito gregoriano del vescovo Gebeardo di Costanza. Il partito riformista pensava che l'imperatore Enrico IV stesse conducendo il popolo alla distruzione e solo la vera chiesa, la chiesa della riforma Gregoriana e monastica, poteva indicare la via della salvezza.
Il 12 dicembre 1104, il re Enrico V con un piccolo seguito, abbandonò la fazione paterna, scappando da Fritzlar e rifugiandosi in Baviera, dando inizio della ribellione. Durante la lotta dal 1104 al 1106, Berengario fu spesso con Enrico V e divenne uno dei suoi consiglieri chiave negli affari del regno. Nel 1106 Enrico IV si rifugiò presso il figlio a Ratisbona, chiedendo assistenza al duca boemo Bořivoj II. L'esercito boemo si avvicinò, ma quando videro che Enrico V era sostenuto dal margravio Diepoldo III e dal conte Berengario, si ritirarono. L'imperatore continuò la sua fuga e morì a Liegi l'8 agosto 1106.
Tra il 1108 e il 1111 Berengario prese parte alle campagne in Ungheria e Polonia e alla spedizione di Enrico a Roma. Dal gennaio 1116 all'autunno 1119 non c'è traccia della sua presenza alla corte reale di Enrico V. Si ritiene che durante questo periodo il conte Berengario dedicò quel tempo all'incremento dei suoi monasteri.
Enrico V morì il 23 maggio 1125. Berengario era presente al funerale dell'imperatore e fu uno dei firmatari di una lettera che invitava gli uomini più importanti del regno a seguire una dieta il 25 agosto 1125 per eleggere un successore. Il primo firmatario fu l'arcivescovo di Magonza e arcivescovo di Germania Adalberto I. Gli altri firmatari secolari furono il duca di Baviera della stirpe Welfen Enrico IX, il duca di Svevia della stirpe Hohenstaufen Federico II e il conte palatino Goffredo.
Berengario morì il 3 dicembre 1125 e gli successe il figlio Gebardo III. Il figlio ed erede di Gebardo III morì durante una spedizione a Roma nel 1167. L'imperatore Federico I, nipote di Corrado III, acquistò le terre di Sulzbach per i suoi due figli, Federico e Ottone.

## Fondazioni religiose
Come uno dei leader del circolo di riforma ecclesiastica in Alta Baviera, Svevia e Sassonia, Berengario fu uno dei fondatori delle abbazie di Berchtesgaden, Kastl e Baumberg.

### Prepositura di Berchtesgaden

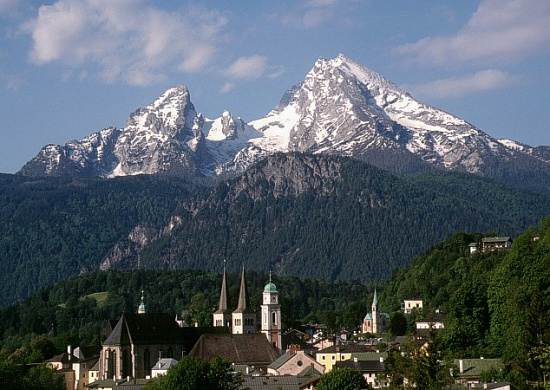
Berchtesgaden

La fondazione del primo monastero di Berengario, la prepositura di Berchtesgaden, fu commissionata da sua madre Irmgarda di Rott. Secondo la leggenda, fu fondata in adempimento di un voto di ringraziamento per la salvezza del padre, Gebeardo II di Sulzbach, dopo un incidente di caccia nella roccia su cui oggi sorge la Collegiata di Berchtesgaden. Sua madre Irmgarda era proprietaria di Berchtesgaden grazie al suo primo matrimonio con il conte Engelberto V di Chiemgau, e poiché la sua vedova aveva fatto voto di far costruire una casa ad uso di una "assemblea del clero di vita comunitaria" (congregatio clericorum communis vite). A causa di vari affari mondani, Irmgarda non ebbe il tempo di fondare la congregazione, quindi poco prima della sua morte incaricò Berengario di promuovere la sua salvezza.
Nell'anno della morte di sua madre, il 1101, Berengario nominò il canonico Eberwin come primo rettore. Sotto la sua guida, inviò tre canonici agostiniani e quattro fratelli laici a Berchtesgaden dall'abbazia di Rottenbuch, l'abbazia madre degli Agostiniani ad Altbayern e centro del movimento di riforma canonica. Berengario e il suo fratellastro Cuno di Horburg-Lechsgemünd chiesero quindi la conferma papale per la fondazione del monastero. Probabilmente nel 1102 e non più tardi del 1105 Cuno di Horburg ed Eberwin si recarono a Roma per conto di Berengario. Papa Pasquale II il 7 aprile 1102 aveva molto probabilmente posto il monastero del conte sotto la sua protezione. Confermò questo privilegio per iscritto a Berengario e Cuno di Horburg.
Secondo la Fundatio monasterii Berchtesgadensis, gli agostiniani inizialmente trovarono la solitaria regione selvaggia di Berchtesgaden, con le sue terrificanti foreste montane, il ghiaccio e la neve permanenti un luogo molto inospitale, e cercarono un luogo più adatto.

### Abbazia di Kastl

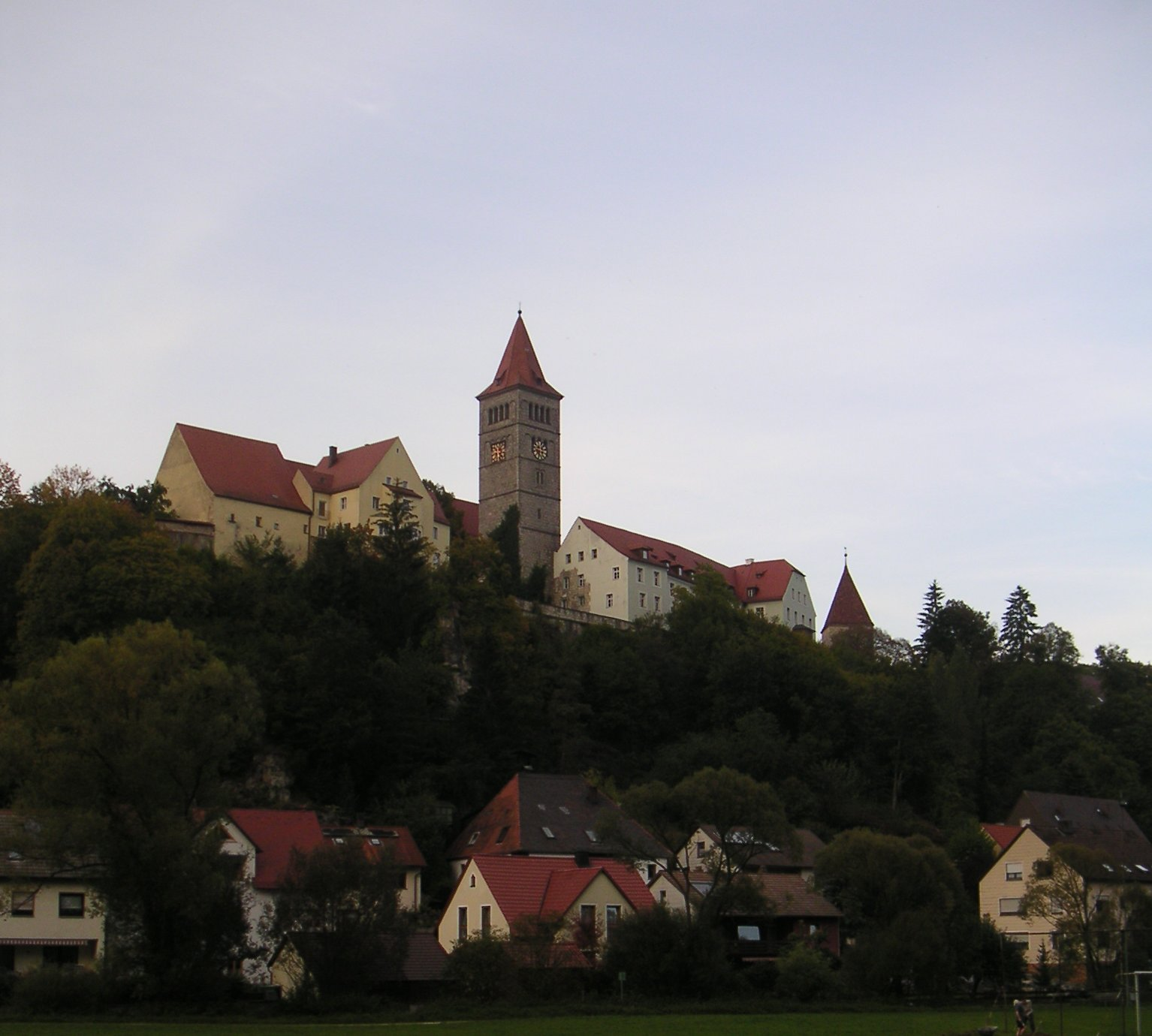
Abbazia di Kastl

Dopo il Concilio Lateranense del marzo/aprile 1102, il 12 maggio 1102 Berengario ottenne il privilegio di fondare il monastero di San Pietro a Kastl secondo la riforma Hirsauer. Berengario co-fondò l'abbazia con il conte Federico di Kastl-Habsberg e suo figlio Ottone. Anche Diepoldo III di Cham-Vohburg assistette alla fondazione.

### Abbazia di Baumburg

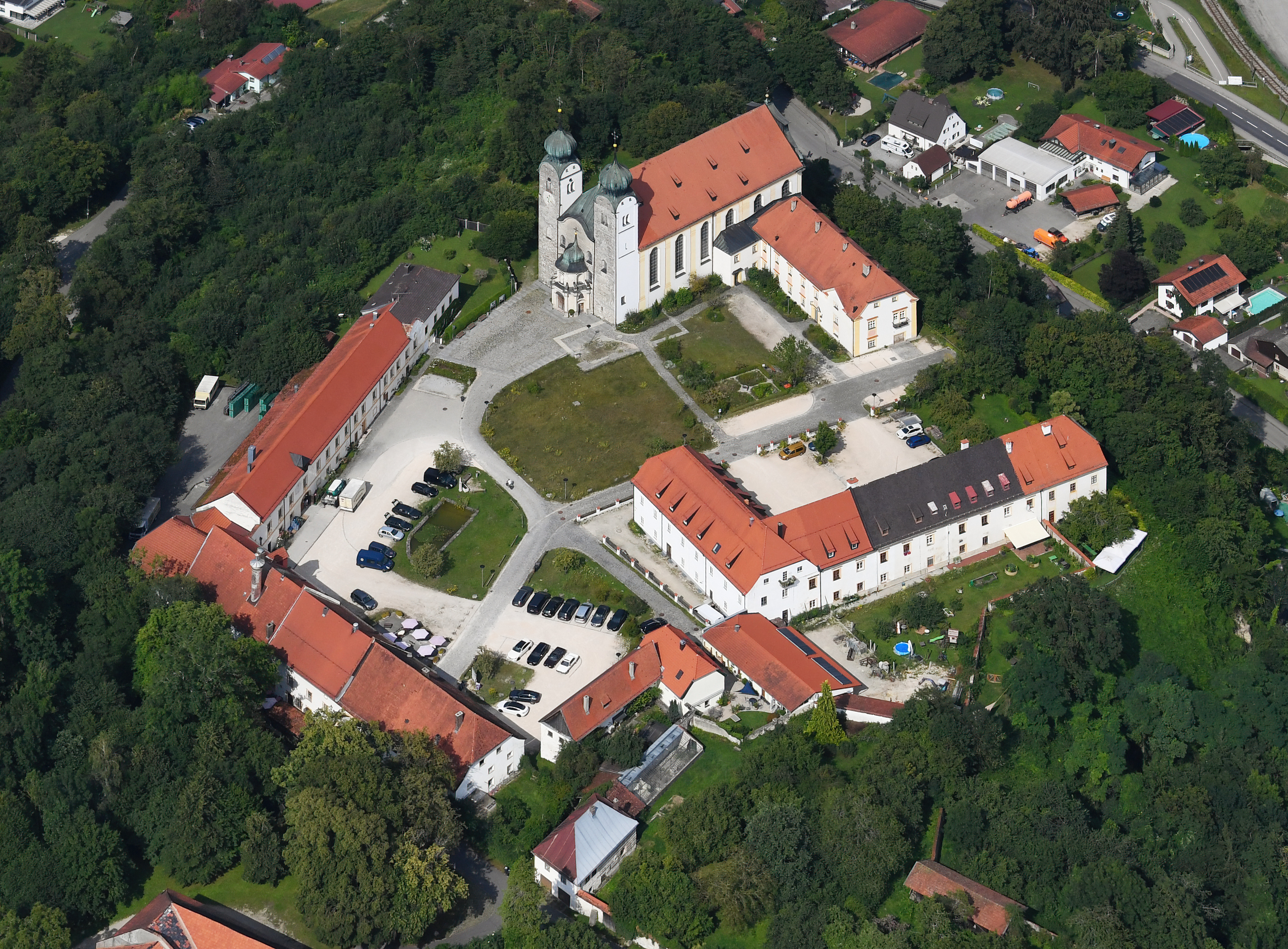
Abbazia di Baumburg

Nel 1102 Pasquale concesse a Berengario il privilegio di fondare l'abbazia di Baumburg. Nel 1104-06 Berengario fu fortemente coinvolto nelle lotte di Enrico V contro suo padre e imperatore Enrico IV, e non fu in grado di attuare i desideri di sua moglie Adelaide di Lechsgemünd di usare l'eredità dei suoi primi due matrimoni per stabilire una congregazione riformata. Adelaide si sentì quindi costretta prima della sua morte (1104/1105) a mettere sotto giuramento il marito e una dozzina di ministeriali selezionati di istituire un monastero canonico regolare a nord del lago Chiemsee e per annettere la chiesa esistente di Santa Margherita a Baumburg. Ma fondare due monasteri entro tre o quattro anni e partecipare allo stesso tempo alla riforma dell'abbazia di Kastl gli diede grandi difficoltà. Seguì quindi le sollecitazioni dei suoi funzionari ecclesiastici e dotò Baumburg di beni provenienti da Berchtesgaden in modo da avere almeno un monastero ben attrezzato e poter così soddisfare i desideri di sua madre e della prima moglie.
Nel 1107 (o nel 1109) Eberwin ei suoi monaci di Berchtesgaden fondarono l'abbazia di Baumburg nel nord dell'attuale circondario di Traunstein. Più tardi, probabilmente intorno al 1116, Eberwin tornò a Berchtesgaden dove fu intrapresa la prima grande bonifica di terra e gli Agostiniani vi si stabilirono definitivamente. L'indipendenza di Berchtesgaden non era sicura, poiché Gotescalco (ca. 1120-1163), prevosto di Baumburg, non era disposto ad accettare la perdita dei beni di Berchtesgaden. Dopo la morte di Berengario nel 1125, Gotescalco contestò la legalità della separazione e chiese all'arcivescovo Corrado I di Salisburgo un'istanza per riunire le proprietà. Corrado confermò finalmente l'indipendenza di entrambi i monasteri nel 1136, decisione a sua volta confermata da papa Innocenzo II nel 1142.

## Matrimoni e figli
Intorno al 1099 Berengario sposò Adelaide di Lechsgemünd, vedova ed erede del conte Udalrico di Passau, soprannominato "il Ricchissimo". Il cugino del conte Udalrico, il conte palatino Rapoto V di Baviera, era morto nello stesso periodo di Udalrico a seguito di un'epidemia a Ratisbona durante un Hoftag di Enrico IV, e gli era succeduto un parente di Berengario, Diepoldo III, margravio del Nordgau in Baviera, che ereditò i titoli di conte di Cham e margravio di Vuhburg. Il matrimonio più di sei anni fino alla di lei morte nel 1105. Questo matrimonio sembra non aver generato figli.
La seconda moglie di Berengario fu Adelaide di Dießen-Wolfratshausen, dalla quale ebbe sei figli, di cui quattro si sposarono con l'alta nobiltà. Essi furono:
- Adelaide, badessa dell'abbazia di Niedernburg;
- Gertrude, che sposò il re della stirpe Hohenstaufen Corrado III di Germania[30];
- Berta, in seguito chiamata Irene, che sposò nel 1143 l'imperatore Manuele I Comneno di Bisanzio (1120-1180 circa), morendo intorno al 1158[31];
- Luitgarda, che sposò con il conte di Lovanio e duca di Bassa Lorena Goffredo II[13];
- Matilda, che sposò il margravio d'Istria, margravio di Carniola e margravio di Toscana della stirpe degli Sponheim Enghelberto III;
- Gebeardo III di Sulzbach, che sposò Matilda, figlia del duca di Baviera della stirpe Welfen Enrico IX.

### Esplicative
1. ↑  Berengario fu il primo Berengario, conte di Sulzbach della sua dinastia, e talvolta viene chiamato Berengario I di Sulzbach. Tuttavia, il suo bisnonno era anche il conte Berengario di Sulzbach.
2. ↑  Paschalis episcopus, servus servorum dei, dilectis filiis Berengano et Cononi comitibus salutem et apostolicam benedictionem... (Pasquale, vescovo, servo dei servi di Dio, ai suoi amati figli Berengario e Cuno, conti, saluti e benedizione apostolica...) (Anm. 45) (Weinfurter et al. 1991, p. 239.)

### Fonti
1. ↑  Hlawitschka 2006, pp. 1–20.
2. ↑  Koch-Sternfeld 1815, p. 12.
3. ↑  Freed 1984, p. 20.
4. ↑  Freed 1984, p. 19-20.
5. ↑  Robinson 2003, p. 322.
6. 1 2 3  Robinson 2003, p. 324.
7. 1 2  Weinfurter et al. 1991, p. 233.
8. ↑  Robinson 2003, p. 323.
9. 1 2  Walko 2004, p. 61f.
10. ↑  Cosma di Praga 1120, p. 202.
11. ↑  Cosma di Praga 1120, p. 203.
12. ↑  McNeal & Thatcher 1905, p. 152-153.
13. 1 2 3  Dopsch 1991, pp. 214,221.
14. ↑  Leyser 1994, p. 132-133.
15. 1 2  Albrecht 1995, pp. 286–287.
16. ↑  Weinfurter et al. 1991, pp. 233–234.
17. ↑  Brugger, Dopsch & Kramml 1991, p. 228.
18. ↑  Feulner 1986, p. 8.
19. ↑  Weinfurter et al. 1991, p. 239.
20. ↑  Weinfurter et al. 1991, p. 244.
21. ↑  Berchtesgaden, Chorherrenstift.
22. ↑  Weinfurter et al. 1991, p. 242.
23. ↑  Weinfurter et al. 1991, p. 230.
24. ↑  Weinfurter et al. 1991, pp. 245–246.
25. ↑  Weinfurter et al. 1991, p. 246.
26. ↑  Albrecht 1995, pp. 288.
27. ↑  Weinfurter et al. 1991, p. 250.
28. ↑  Weinfurter et al. 1991, pp. 251.
29. ↑  Robinson 2003, p. 305.
30. ↑  Ottone I di Frisinga 1953, p. 54.
31. ↑  Smith 1880, p. 822.